# Kukeziv, Kameanka-Buzka
Kukeziv (în ucraineană Кукезів) este un sat în comuna Starîi Iarîciv din raionul Kameanka-Buzka, regiunea Liov, Ucraina.

## Demografie
Componența lingvistică a localității Kukeziv
     Ucraineană (100%)
Conform recensământului din 2001, toată populația localității Kukeziv era vorbitoare de ucraineană (100%).